# Максимов, Александр Александрович (гистолог)
Александр Александрович Максимов (22 января (3 февраля) 1874, Санкт-Петербург — 4 декабря 1928, Чикаго) — российский и американский учёный — гистолог и эмбриолог, член-корреспондент РАН, профессор Чикагского университета.
Внедрил в исследования метод тканевых культур, разработал гипотезы о существовании «полибластов», обосновал теории кроветворения, ввёл понятие стволовые клетки.

## Биография
Родился 22 января (3 февраля) 1874 года в городе Санкт-Петербург в купеческой семье.
С 1882 года учился в немецкой гимназии Карла Мая в Санкт-Петербурге и окончил её с золотой медалью.

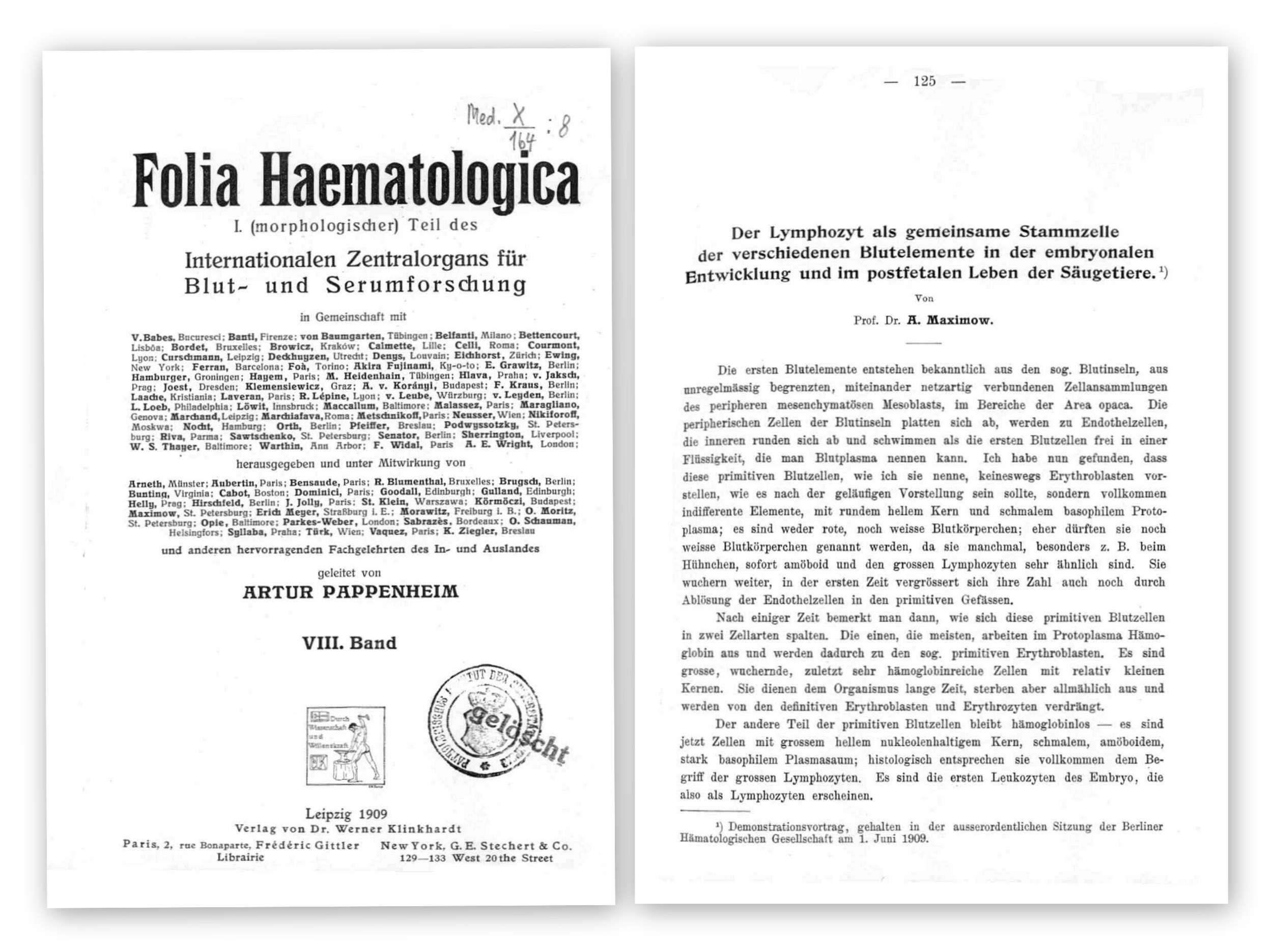
Статья «Лимфоцит как общая стволовая клетка разнообразных элементов крови в эмбриональном развитии и постфетальной жизни млекопитающих», 1909

В 1891 году он поступил в Императорскую военно-медицинскую академию в качестве своекоштного (без казённого содержания) студента. Первые научные работы он выполнил во время обучения в Академии, был удостоен золотой медали за исследование «Гистогенез экспериментально вызванного амилоидного перерождения печени у животных», опубликованное в журнале «Русский архив патологии, клинической медицины и бактериологии». В 1896 году окончил Академию лучшим из 109 выпускников, ему присудили премию профессора И. Ф. Буша с занесением его имени на почётную мраморную доску.
Был прикомандирован к Клиническому военному госпиталю, а позже был назначен на пост преподавателя патологической анатомии Военно-медицинской академии на три года. За это время из-под его пера выходят несколько работ описательного характера. Исследование «К вопросу о патологической регенерации семенной железы» (1898), выполненное на стыке сопредельных научных дисциплин — гистологии, патологической анатомии и физиологии, стало диссертацией на степень доктора медицины. В ходе этой работы им были выполнены хронические эксперименты на разнообразных животных. А. А. Максимов проследил гистологические изменения при воспалительной реакции: миграцию лейкоцитов крови, их деятельность и трансформацию в месте повреждения, пролиферацию фибробластов и организацию рубца. Дальнейшее развитие этой темы стало возможно в заграничной научной командировке, которую он совершил в 1900—1901 годах.
Работа в Германии
В декабре 1900 года Максимов переехал во Фрайбург и работал сначала у Оскара Гертвига, затем в Институте патологии, в лаборатории Эрнста Циглера. Э. Циглер, в то время занимавшийся исследованием воспалительных реакций, предложил ему изучение морфологической составляющей воспалительного процесса, а именно образование соединительной ткани. В 1902 году результаты этой работы были опубликованы Максимовым в статье «О воспалительном новообразовании соединительной ткани» (1902).
А. А. Максимов писал об этой своей работе: «В 1902 году мной был опубликован труд, в котором были классифицированы различные типы соединительной ткани и описаны клеточные элементы нормальной соединительной ткани. Специальное внимание было уделено роли, которую играют лимфоидные элементы — „полибласты“ — в гематогенезе. Была доказана их связь с жизненной активностью ткани и возможностью прогрессивного развития».
Профессор Императорской Военно-медицинской академии и Петроградского университета

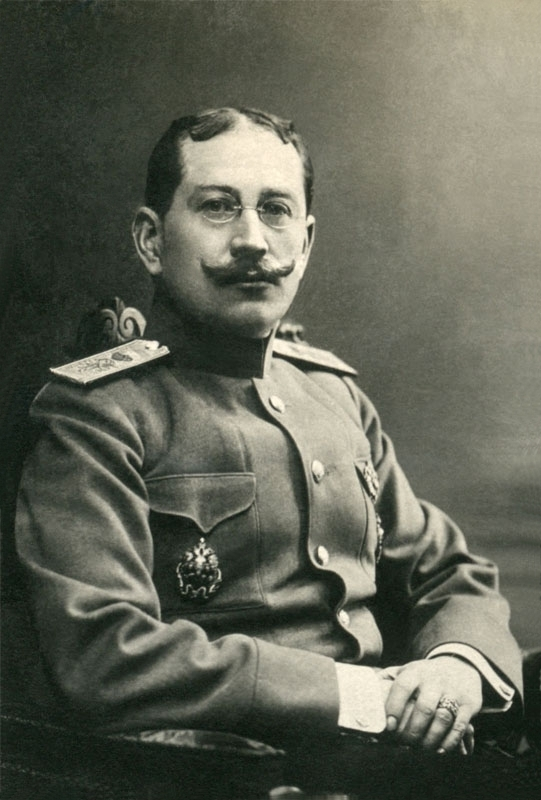
Максимов А. А. (1874—1928) — доктор медицины, профессор кафедры гистологии и эмбриологии Императорской военно-медицинской академии, Санкт-Петербург.
Фотография, ок. 1910

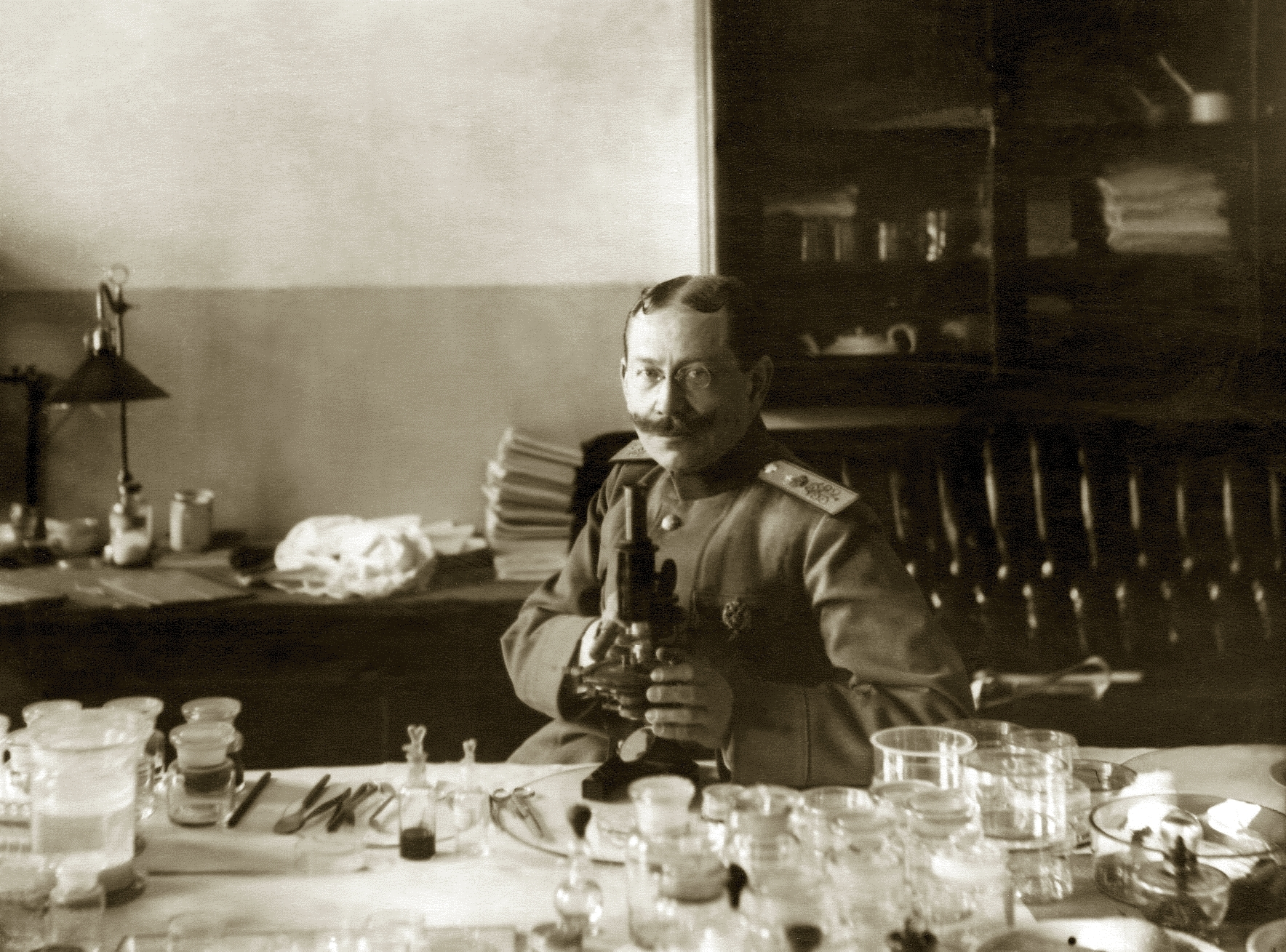
Профессор Максимов А. А. за работой в своёй лаборатории. Императорская военно-медицинская академия, Санкт-Петербург.
Фотография, до 1917 г.

В 1903 году был объявлен конкурс на замещение должности профессора кафедры гистологии и эмбриологии Императорской Военно-медицинской академии. Конференция Академии (учёный совет) избрал его руководителем кафедры. С этого момента на кафедре начинаются активные научные исследования в области гистогенеза крови и соединительной ткани. Доведя гистологическую технику до искусства, используя лишь метод изучения переходных форм, ему удалось проследить основные этапы гистогенеза соединительных тканей и крови у различных животных, как в эмбриональном, так и постнатальном периодах. Выводы, сделанные им, свидетельствовали в пользу того, что все клетки крови развиваются из одного предшественника, который имел вид лимфоцита. Впервые он сформулировал это положение в статье, опубликованной на немецком языке в 1909 году — «Лимфоцит как общая стволовая клетка разнообразных элементов крови в эмбриональном развитии и постфетальной жизни млекопитающих». В этой работе профессор А. А. Максимов впервые в отечественной науке использовал термин «стволовая клетка». Следует заметить, что автор использовал термин Stammzelle в своей пионерской работе на немецком языке (от der Stamm - ствол). Соответствующий глагол со значениями — порождать, происходить, иметь начало — хорошо известен в немецком и английском языках. Несомненной заслугой А. А. Максимова является то, что он выдвинул положение о стволовых клетках во взрослом организме, в частности, о стволовой клетке крови 
Внедрил в своих исследованиях новый метод экспериментальной гистологии — метод тканевых культур. Соединительная ткань оказалась благодарным объектом для изучения, она успешно культивировалась вне организма. Результатом этих исследований стала монография, в которой подробно описан метод и охарактеризована морфология основных клеток соединительной ткани в культуре. Изучение столь серьёзного вопроса как происхождение клеток крови их жизненных потенций и дифференцировки требовали постановки множества экспериментов, поэтому А. А. Максимов публикует целую серию научных работ под общим заголовком «Изучение крови и соединительной ткани», каждая из которых была посвящена какому-либо одному аспекту изучаемой проблемы, причём процесс кроветворения рассматривался им с позиции онто- и филогенеза. Всего вышло десять таких статей.
В 1919 году его избирают профессором эмбриологии Петроградского университета.
В 1920 году был избран членом-корреспондентом Российской академии наук, он получает золотую медаль Академии наук.
Профессор Чикагского университета

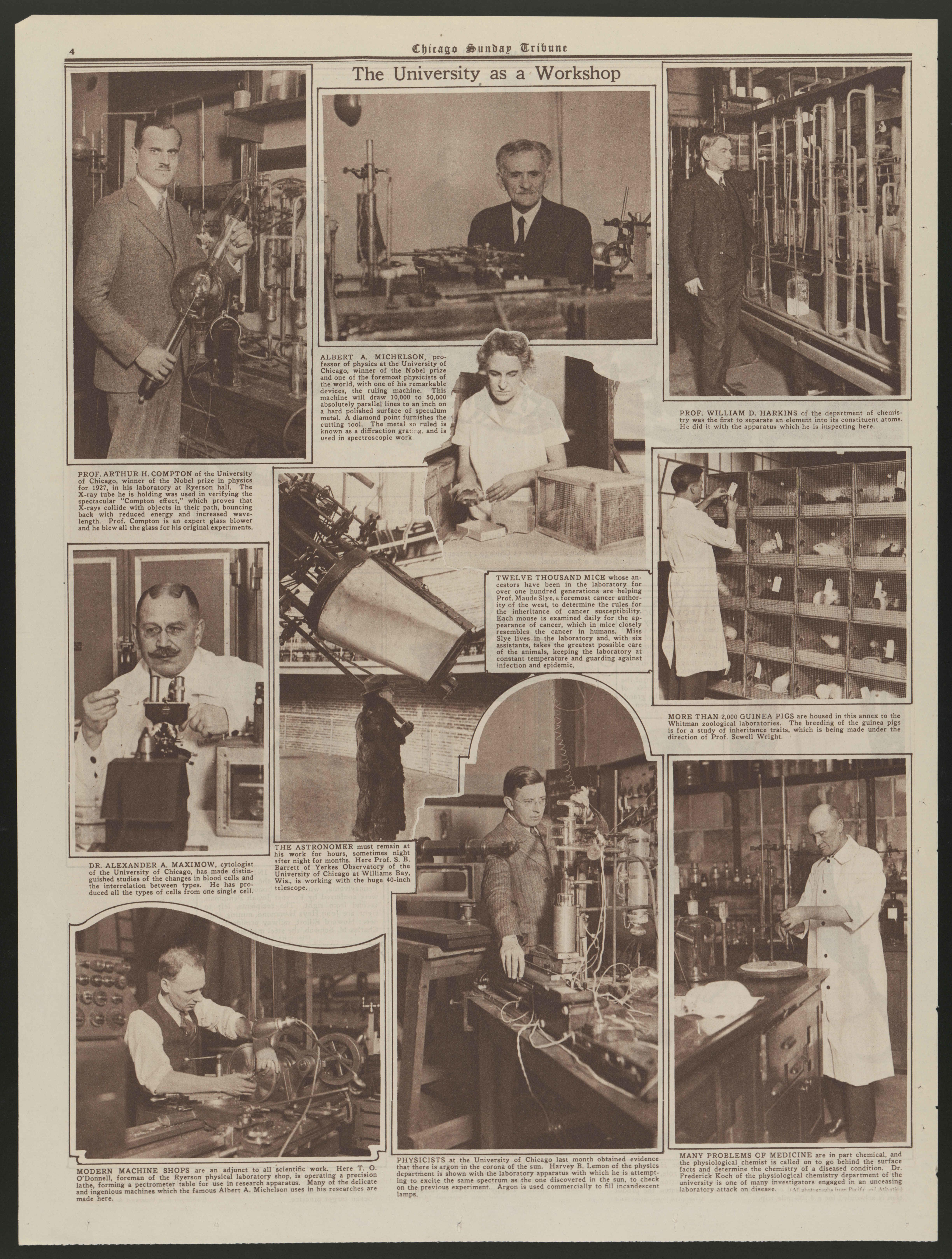
Полоса в газете «Chicago Sunday Tribune» от 1 января 1928 года, посвящённая разработкам учёных Чикагского университета под общим заголовком «Университет как мастерская. Чикагский университет». Одно из направлений — цитолог доктор Александр Александрович Максимов за работой в своей лаборатории.

Зимой 1922 года он вместе с женой и сестрой покинул СССР, бежав по льду Финского залива на буере.
В апреле 1922 года А. А. Максимов начал работу в качестве профессора кафедры анатомии и возглавил работу лаборатории экспериментального исследования тканей в Чикагском университете. В числе выполненных исследований — эксплантация и культивирование тканей молочной железы, в котором он сделал предположения о механизмах канцерогенеза; изучение коллагеногенеза in vitro, где было доказано его экстрацеллюлярное формирование; серия работ по заражению тканей лёгкого микобактериями туберкулёза in vitro, в которых был детально прослежен гистогенез туберкулёзных бугорков и выяснена природа эпителиоидных клеток.
Множество разработок в области изучения гемо- и десмогенеза были обобщены им в монографии «Соединительная ткань и кроветворные ткани». Этот научный труд также содержит критический и полный обзор литературы по предмету и основательные обобщения доминирующих гипотез, теорий и фактов, существующих в этой противоречивой области гистологии. Кроме того, эта работа снабжена большим количеством иллюстраций, выполненных самим А. А. Максимовым. В ней он позиционирует учение о полибластах и стволовых клетках. Более того, высказывает мнение о существовании в дефинитивных тканях клеток-предшественников для соединительных тканей, обозначая их как стволовые мезенхимальные клетки. В это понятие он вкладывал не только их эмбриональное происхождение, но и дифференцировочные потенции, способность к прогрессивной дифференцировке во все виды соединительных тканей при постнатальном развитии, например при репаративном гистогенезе.
Подтвердив справедливость выводов А. А. Максимова, Тилл и Мак-Куллох, с учётом новых методических приёмов экспериментально доказали наличие в костном мозге общих предшественников для всех клеток крови. Это явление стало фундаментальным обоснованием таких лечебных манипуляций, как трансплантация костного мозга, являясь основой современной онкогематологии и уже спасла жизни не одной тысяче человек. Исследования последних лет также свидетельствуют в пользу того, что во взрослом организме имеются предшественники для стромальных клеток, клиническое использование которых также перспективно в лечении ряда патологических состояний органов опорно-двигательного аппарата.
Учебник А. А. Максимова выдержал три издания на русском языке. Незадолго до смерти он принялся за подготовку американского варианта руководства по гистологии. Вышедший учебник выдержал семь посмертных изданий в США; четыре — в Испании, одно — в Португалии и одно — в Корее. До сих пор эти учебники являются классическими образцами иллюстрированных руководств по гистологии.
Скоропостижно скончался 4 декабря 1928 года.
Многочисленные некрологи полные горечи и уважения свидетельство тому. Среди авторов были Н. Г. Хлопин, Ф. Виденрайх, В. фон Мёллендорф, Л. Ашофф, В. Блюм. Вспоминая о своём учителе, В. Блюм писал в некрологе: «Независимо от того, что принесёт будущее в области изучения крови и соединительной ткани, я более чем уверен, что наблюдения Максимова, которые были сделаны на высочайшем экспериментально-гистологическом уровне, всё равно будут иметь значение. Они будут представлять основу для дальнейших разработок по вопросам нормальной и патологической гистологии, гистогенезу крови и соединительной ткани, области, которую он сделал такой интересной».

## Память
- В 2005 году Клинике гематологии и клеточной терапии Национального медико-хирургического центра им. Н. И. Пирогова было присвоено имя Александра Александровича Максимова[9].
- В 2024 году Санкт-Петербургское отделение РАН учредило премию в память о Максимове (науки о жизни)[10].